# Premi Tony a la millor banda sonora
El Premi Tony a la Millor Banda Sonora és el Premi Tony atorgat als compositors i  lletristes de la millor banda sonora escrita per a un musical aquell any. La Banda Sonora consisteix en la lletra i la música. Per a poder optar-hi, la banda sonora ha d'haver estat escrita específicament pel teatre i ha de ser original; les compilacions de música no teatral o compilacions de música teatral anterior no poden ser considerades pel premi.
El premi ha tingut alguns canvis menors. Als anys 1947, 1950, 1951 i 1962 el premi va ser concedit només al compositor. Otherwise, el premi s'ha concedit al compositor i al lletrista per les seves contribucions combinades (excepte el 1971, quan els dos premis van ser separats, tot i que ambdós van ser aconseguits per Stephen Sondheim per Company).
En només 4 anys obres no musicals han estat nominades pel Premi Tony en aquesta categoria: Much Ado About Nothing (1973), The Song of Jacob Zulu (1993),Twelfth Night (1999) i Enron i Fences (2010).

## Premis i nominacions

### 1940
| - 1947: Street Scene – Kurt Weill (música) - No hi van haver nominats | - 1949: Kiss Me, Kate – Cole Porter (lletra i música) - No hi van haver nominats |

### 1950
| - 1950: South Pacific – Richard Rodgers (música) - No hi van haver nominats | - 1951: Call Me Madam – Irving Berlin (música) - No hi van haver nominats |

### 1960
| - 1962: No Strings – Richard Rodgers (lletra i música) - Kwamina – Richard Adler (lletra i música) - Milk and Honey – Jerry Herman (lletra i música) - How to Succeed in Business Without Really Trying – Frank Loesser (lletra i música) - 1963: Oliver! – Lionel Bart (lletra i música) - Stop the World - I Want to Get Off – Anthony Newley (música) i Leslie Bricusse (lletra) - Little Me – Cy Coleman (música) i Carolyn Leigh (lletra) - Bravo Giovanni – Milton Schafer (música) i Ronny Graham - 1964: Hello, Dolly! – Jerry Herman (lletra i música) - High Spirits – Hugh Martin i Timothy Gray (lletra i música) - 110 in the Shade – Harvey Schmidt (música) i Tom Jones (lletra) - Funny Girl – Jule Styne (música) i Bob Merrill (lletra) - 1965: Fiddler on the Roof – Jerry Bock (música) i Sheldon Harnick (lletra) - The Roar of the Greasepaint – The Smell of the Crowd – Anthony Newley (música) i Leslie Bricusse (lletra) - Half a Sixpence – David Heneker (lletra i música) - Do I Hear a Waltz? – Richard Rodgers (música) i Stephen Sondheim (lletra) | - 1966: Man of la Mancha – Mitch Leigh (música) i Joe Darion (lletra) - Sweet Charity – Cy Coleman (música) i Dorothy Fields (lletra) - Mame – Jerry Herman (lletra i música) - On a Clear Day You Can See Forever – Burton Lane (música) i Alan Jay Lerner (lletra) - 1967: Cabaret – John Kander (música) i Fred Ebb (lletra) - The Apple Tree – Jerry Bock (música) i Sheldon Harnick (lletra) - Walking Happy – Jimmy Van Heusen (música) i Sammy Cahn (lletra) - I Do! I Do! – Harvey Schmidt (música) i Tom Jones (lletra) - 1968: Hallelujah, Baby! – Jule Styne (música), Betty Comden and Adolph Green (lletra) - How Now Dow Jones – Elmer Bernstein (música) i Carolyn Leigh (lletra) - Illya Darling – Manos Hadjidakis (música) i Joe Darion (lletra) - The Happy Time – John Kander (música) i Fred Ebb (lletra) |

### 1970
| - 1971 Company – Stephen Sondheim (lletra i música) - The Rothschilds – Jerry Bock - The Me Nobody Knows – Gary William Friedman - 1972: Follies – Stephen Sondheim (lletra i música) - Ain't Supposed to Die a Natural Death – Melvin Van Peebles (lletra i música) - Jesus Christ Superstar – Andrew Lloyd Webber (música) i Tim Rice (lletra) - Two Gentlemen of Verona – Galt MacDermot (música) i John Guare (lletra) - 1973: A Little Night Music – Stephen Sondheim (lletra i música) - Don't Bother Me, I Can't Cope – Micki Grant (lletra i música) - Much Ado About Nothing – Peter Link (música) - Pippin – Stephen Schwartz (lletra i música) - 1974: Gigi – Frederick Loewe (música) i Alan Jay Lerner (lletra) - The Good Doctor – Peter Link (música) i Neil Simon (lletra) - Raisin – Judd Woldin (música) i Robert Brittan (lletra) - Seesaw – Cy Coleman (música) i Dorothy Fields (lletra) - 1975: The Wiz – Charlie Smalls (lletra i música) - Letter for Queen Victoria – Alan Lloyd (lletra i música) - Shenandoah – Gary Geld (música) i Peter Udell (lletra) - The Lieutenant – Gene Curty, Nitra Scharfman i Chuck Strand (lletra i música) | - 1976: A Chorus Line – Marvin Hamlisch (música) i Edward Kleban (lletra) - Chicago – John Kander (música) i Fred Ebb (lletra) - Pacific Overtures – Stephen Sondheim (lletra i música) - Treemonisha – Scott Joplin - 1977: Annie – Charles Strouse (música) i Martin Charnin (lletra) - Godspell – Stephen Schwartz (lletra i música) - I Love My Wife – Cy Coleman (música) i Michael Stewart (lletra) - Happy End – Kurt Weill (música), Bertolt Brecht (lletra) i Michael Feingold (adaptation) - 1978: On the Twentieth Century – Cy Coleman (música), Betty Comden i Adolph Green (lletra) - The Act – John Kander (música) i Fred Ebb (lletra) - Runaways – Elizabeth Swados (lletra i música) - Working – Craig Carnelia, Stephen Schwartz, Micki Grant, Mary Rodgers, James Taylor i Susan Birkenhead (lletra i música) - 1979: Sweeney Todd: The Demon Barber of Fleet Street – Stephen Sondheim (lletra i música) - Carmelina – Burton Lane (música) i Alan Jay Lerner (lyrics - Eubie! – Eubie Blake (música), Noble Sissle, Andy Razafe, F.E. Miller, Johnny Brandon i Jim Europe (lletra) - The Grand Tour – Jerry Herman (lletra i música) |

### 1980
| - 1980: Evita – Andrew Lloyd Webber (música) i Tim Rice (lletra) - A Day in Hollywood/A Night in the Ukraine – Frank Lazarus (música) i Dick Vosburgh (lletra) - Barnum – Cy Coleman (música) i Michael Stewart (lletra) - Sugar Babies – Arthur Malvin (lletra i música) - 1981: Woman of the Year – John Kander (música) i Fred Ebb (lletra) - Charlie and Algernon – Charles Strouse (música) i David Rogers (lletra) - Copperfield – Al Kasha i Joel Hirschhorn (lletra i música) - Shakespeare's Cabaret – Lance Mulcahy (música) - 1982: Nine – Maury Yeston (lletra i música) - Dreamgirls – Henry Krieger (música) i Tom Eyen (lletra) - Joseph and the Amazing Technicolor Dreamcoat – Andrew Lloyd Webber (música) i Tim Rice (lletra) - Merrily We Roll Along – Stephen Sondheim (lletra i música) - 1983: Cats – Andrew Lloyd Webber (música) i T. S. Eliot (lletra) - A Doll's Life – Larry Grossman (música), Betty Comden and Adolph Green (lletra) - Merlin – Elmer Bernstein (música) i Don Black (lletra) - Seven Brides for Seven Brothers – Gene de Paul (música), Al Kasha i Joel Hirschhorn (lletra i música) i Johnny Mercer (lletra) - 1984: La Cage aux Folles – Jerry Herman (lletra i música) - Baby – David Shire (música) i Richard Maltby, Jr. (lletra) - The Rink – John Kander (música) i Fred Ebb (lletra) - Sunday in the Park with George – Stephen Sondheim (lletra i música) | - 1985: Big River – Roger Miller (lletra i música) - Grind – Larry Grossman (música) i Ellen Fitzhugh (lletra) - Quilters – Barbara Damashek (lletra i música) - 1986: The Mystery of Edwin Drood – Rupert Holmes (lletra i música) - The News – Paul Schierhorn (lletra i música) - Song and Dance – Andrew Lloyd Webber (música), Don Black i Richard Maltby, Jr. (lletra) - Wind in the Willows – William P. Perry (música) i Roger McGough (lletra) - 1987: Les Misérables – Claude-Michel Schönberg (música) i Herbert Kretzmer (lletra) - Me and My Girl – Noel Gay (música), L. Arthur Rose and Douglas Furber (lletra) - Rags – Charles Strouse (música) i Stephen Schwartz (lletra) - Starlight Express – Andrew Lloyd Webber (música) i Richard Stilgoe (lletra) - 1988: Into the Woods – Stephen Sondheim (lletra i música) - The Phantom of the Opera – Andrew Lloyd Webber (música), Charles Hart i Richard Stilgoe (lletra) - Romance/Romance – Keith Herrmann (música) i Barry Harman (lletra) - Sarafina! – Mbongeni Ngema i Hugh Masekela (lletra i música) |

### 1990
| - 1990: City of Angels – Cy Coleman (música) i David Zippel (lletra) - Aspects of Love – Andrew Lloyd Webber (música), Don Black i Charles Hart (lletra) - Grand Hotel the Musical – Robert Wright, George Forrest i Maury Yeston (lletra i música) - Meet Me in St. Louis – Hugh Martin i Ralph Blane (lletra i música) - 1991: The Will Rogers Follies – Cy Coleman (música), Betty Comden and Adolph Green (lletra) - Once on This Island – Stephen Flaherty (música) i Lynn Ahrens (lletra) - Miss Saigon – Claude-Michel Schönberg (música), Richard Maltby, Jr. i Alain Boublil (lletra) - The Secret Garden – Lucy Simon (música) i Marsha Norman (lletra) - 1992: Falsettos – William Finn (lletra i música) - Jelly's Last Jam – Jelly Roll Morton i Luther Henderson (música), and Susan Birkenhead (lletra) - Metro – Janusz Stokłosa (música), Agata Miklaszewska, Maryna Miklaszewska and Mary Bracken Phillips (lletra) - Nick & Nora – Charles Strouse (música) i Richard Maltby, Jr. (lletra) - 1993: Kiss of the Spider Woman – John Kander (música) i Fred Ebb (lletra) i Tommy – Pete Townshend (lletra i música) - Anna Karenina – Daniel Levine (música) i Peter Kellogg (lletra) - The Song of Jacob Zulu – Ladysmith Black Mambazo (lletra i música) i Tug Yourgrau (lletra) - 1994: Passion – Stephen Sondheim (lletra i música) - Beauty and the Beast – Alan Menken (música), Howard Ashman i Tim Rice (lletra) - Cyrano: The Musical – Ad van Dijk (música), Koen van Dijk, Peter Reeves and Sheldon Harnick (lletra) | - 1995: Sunset Boulevard – Andrew Lloyd Webber (música), Don Black i Christopher Hampton (lletra) - No hi van haver nominats - 1996: Rent – Jonathan Larson (lletra i música) - Big: The Musical – David Shire (música) i Richard Maltby, Jr. (lletra) - Bring in 'da Noise, Bring in 'da Funk – Daryl Waters and Zane Mark (música), Ann Duquesnay (lletra i música), George C. Wolfe and Reg E. Gaines (lletra) - State Fair – Richard Rodgers (música) i Oscar Hammerstein II (lletra) - 1997: Titanic – Maury Yeston (lletra i música) - Juan Darien – Elliot Goldenthal (lletra i música) - The Life – Cy Coleman (música) i Ira Gasman (lletra) - Steel Pier – John Kander (música) i Fred Ebb (lletra) - 1998: Ragtime – Stephen Flaherty (música) i Lynn Ahrens (lletra) - The Capeman – Paul Simon (musical) i Derek Walcott (lletra) - The Lion King – Elton John i Hans Zimmer (música), Tim Rice i Julie Taymor (lletra), Lebo M, Mark Mancina i Jay Rifkin (lletra i música) - Side Show – Henry Krieger (música) i Bill Russell (lletra) - 1999: Parade – Jason Robert Brown (lletra i música) - The Civil War – Frank Wildhorn (música) i Jack Murphy (lletra) - Footloose – Tom Snow (música), Dean Pitchford (lletra), Kenny Loggins, Eric Carmen, Sammy Hagar i Jim Steinman (lletra i música) - Twelfth Night – Jeanine Tesori (música) |

### 2000
| - 2000: Aida – Elton John (música) i Tim Rice (lletra) - James Joyce's The Dead – Shaun Davey (lletra i música) i Richard Nelson (lletra) - Marie Christine – Michael John LaChiusa (lletra i música) - The Wild Party – Michael John LaChiusa (lletra i música) - 2001: The Producers – Mel Brooks (lletra i música) - A Class Act – Edward Kleban (lletra i música) - The Full Monty – David Yazbek (lletra i música) - Jane Eyre – Paul Gordon (lletra i música) i John Caird (lletra) - 2002: Urinetown – Mark Hollmann (lletra i música) i Greg Kotis (lletra) - Sweet Smell of Success – Marvin Hamlisch (música) i Craig Carnelia (lletra) - Thou Shalt Not – Harry Connick Jr. (lletra i música) - Thoroughly Modern Millie – Jeanine Tesori (música) i Dick Scanlan (lletra) - 2003: Hairspray – Marc Shaiman (lletra i música) i Scott Wittman (lletra) - Amour – Michel Legrand (música), Didier van Cauwelaert (original French lyrics), Jeremy Sams (English lyrics) - Urban Cowboy – diversos compositors - A Year with Frog and Toad – Robert Reale (música) i Willie Reale (lletra) - 2004: Avenue Q – Robert Lopez (lletra i música) i Jeff Marx (lletra i música) - Caroline, or Change – Jeanine Tesori (música) i Tony Kushner (lletra) - Taboo – Boy George (lletra i música) - Wicked – Stephen Schwartz (lletra i música) | - 2005: The Light in the Piazza – Adam Guettel (lletra i música) - Dirty Rotten Scoundrels – David Yazbek (lletra i música) - Monty Python's Spamalot – John Du Prez (música) i Eric Idle (lletra i música) - The 25th Annual Putnam County Spelling Bee – William Finn (lletra i música) - 2006: The Drowsy Chaperone – Lisa Lambert i Greg Morrison (lletra i música) - The Color Purple – Brenda Russell, Allee Willis i Stephen Bray (lletra i música) - The Wedding Singer – Matthew Sklar (música) i Chad Beguelin (lletra) - The Woman in White – Andrew Lloyd Webber (música) David Zippel (lletra) - 2007: Spring Awakening – Duncan Sheik (música) i Steven Sater (lletra) - Curtains – John Kander (lletra i música), Fred Ebb i Rupert Holmes (lletra) - Grey Gardens – Scott Frankel (música) i Michael Korie (lletra) - Legally Blonde – Laurence O'Keefe and Nell Benjamin (lletra i música) - 2008: In the Heights – Lin-Manuel Miranda (lletra i música) - Cry-Baby – David Javerbaum i Adam Schlesinger (lletra i música) - The Little Mermaid – Alan Menken (música), Howard Ashman i Glenn Slater (lletra) - Passing Strange – Stew (lletra i música) i Heidi Rodewald (música) - 2009: Next to Normal – Tom Kitt (música) i Brian Yorkey (lletra) - 9 to 5 – Dolly Parton (lletra i música) - Billy Elliot the Musical – Elton John (música) i Lee Hall (lletra) - Shrek the Musical – Jeanine Tesori (música) i David Lindsay-Abaire (lletra) |

### 2010
| - 2010: Memphis – David Bryan (lletra i música) i Joe DiPietro (lletra) - The Addams Family – Andrew Lippa (lletra i música) - Enron – Adam Cork (música) i Lucy Prebble (lletra) - Fences – Branford Marsalis (música) - 2011: The Book of Mormon – Trey Parker, Robert Lopez i Matt Stone (lletra i música) - The Scottsboro Boys – John Kander i Fred Ebb (lletra i música) - Sister Act – Alan Menken (música) i Glenn Slater (lletra) - Women on the Verge of a Nervous Breakdown – David Yazbek (lletra i música) - 2012: Newsies – Alan Menken (música) i Jack Feldman (lletres) - Bonnie & Clyde – Frank Wildhorn (música) i Don Black (lletres) - One Man, Two Guvnors – Grant Olding (lletra i música) - Peter and the Starcatcher – Wayne Barker (música) i Rick Elice (lletres) - 2013: Kinky Boots – Cyndi Lauper (lletra i música) - A Christmas Story, the Musical – Benj Pasek and Justin Paul (lletra i música) - Hands on a Hardbody – Trey Anastasio (música) i Amanda Green (lletra i música) - Matilda the Musical – Tim Minchin (lletra i música) - 2014: The Bridges of Madison County – Jason Robert Brown (lletra i música) - Aladdin – Alan Menken (música) i Howard Ashman, Chad Beguelin & Tim Rice (lletra) - A Gentleman's Guide to Love and Murder – Steven Lutvak (lletra i música) i Robert L. Freedman (lletra) - If/Then – Tom Kitt (música) i Brian Yorkey (lletra) | - 2015: Fun Home – Jeanine Tesori (música) i Lisa Kron (lletra) - The Last Ship – Sting (lletra i música) - Something Rotten! – Karey & Wayne Kirkpatrick (lletra i música) - The Visit – John Kander (música) i Fred Ebb (lletra) - 2016: Hamilton – Lin-Manuel Miranda (lletra i música) - Bright Star – Edie Brickell (lletra i música) i Steve Martin (lletra) - School of Rock – Andrew Lloyd Webber (música) i Glenn Slater (lletra) - Waitress – Sara Bareilles (lletra i música) - 2017: Dear Evan Hansen – Benj Pasek i Justin Paul (lletra i música) - Come From Away – David Hein i Irene Sankoff (lletra i música) - Groundhog Day – Tim Minchin (lletra i música) - Natasha, Pierre & The Great Comet of 1812 – Dave Malloy (lletra i música) - 2018: The Band's Visit – David Yazbek (lletra i música) - Angels in America – Adrian Sutton (música) - Frozen – Robert Lopez i Kristen Anderson-Lopez (lletra i música) - Mean Girls – Jeff Richmond (música) i Nell Benjamin (lletra) - SpongeBob SquarePants – Yolanda Adams, Sara Bareilles, Jonathan Coulton, Domani, Alex Ebert, The Flaming Lips, Rob Hyman, Lady Antebellum, Cyndi Lauper, John Legend, Lil'C, Panic! at the Disco, Plain White T's, Joe Perry, They Might Be Giants, T.I. & Steven Tyler (lletra i música) - 2019: Hadestown – Anaïs Mitchell (lletra i música) - Be More Chill – Joe Iconis (lletra i música) - Beetlejuice – Eddie Perfect (lletra i música) - The Prom – Matthew Sklar (música) i Chad Beguelin (lletra) - To Kill a Mockingbird – Adam Guettel (música) - Tootsie – David Yazbek (lletra i música) |

### 2020
| - 2021: A Christmas Carol – Christopher Nightingale (música) - The Inheritance – Paul Englishby (música) - The Rose Tattoo – Fitz Patton & Jason Michael Webb (música) - Slave Play – Lindsay Jones (música) - The Sound Inside – Daniel Kluger (música) |

## Rècords

### Múltiples premis
| 6 Premis - Stephen Sondheim 3 Premis - Cy Coleman - Betty Comden - Fred Ebb - Adolph Green - John Kander - Andrew Lloyd Webber | 2 Premis - Jerry Herman - Robert Lopez - Lin-Manuel Miranda - Tim Rice - Jason Robert Brown - Richard Rodgers - Maury Yeston |

### Múltiples nominacions
| 11 Nominacions - Fred Ebb - John Kander - Andrew Lloyd Webber 10 Nominacions - Stephen Sondheim 9 Nominacions - Cy Coleman 7 Nominacions - Tim Rice 5 Nominacions - Don Black - Jerry Herman - Richard Maltby Jr. - Alan Menken - Stephen Schwartz - Jeanine Tesori - David Yazbek 4 Nominacions - Betty Comden - Adolph Green - Sheldon Harnick - Richard Rodgers - Charles Strouse 3 Nominacions - Howard Ashman - Chad Beguelin - Jerry Bock - Elton John - Alan Jay Lerner - Robert Lopez - Glenn Slater - Maury Yeston | 2 Nominacions - Lynn Ahrens - Sara Bareilles - Nell Benjamin - Elmer Bernstein - Susan Birkenhead - Alain Boublil - Leslie Bricusse - Jason Robert Brown - Craig Carnelia - Joe Darion - Dorothy Fields - William Finn - Stephen Flaherty - Micki Grant - Larry Grossman - Adam Guettel - Marvin Hamlisch - Charles Hart - Joel Hirschhorn - Tom Jones - Al Kasha - Tom Kitt - Edward Kleban - Henry Krieger - Michael John LaChiusa - Burton Lane - Cyndi Lauper - Carolyn Leigh - Peter Link - Hugh Martin - Tim Minchin - Lin-Manuel Miranda - Anthony Newley - Benj Pasek - Justin Paul - Harvey Schmidt - Claude-Michel Schönberg - David Shire - Matthew Sklar - Michael Stewart - Richard Stilgoe - Charles Strouse - Jule Styne - Kurt Weill - Frank Wildhorn - Brian Yorkey - David Zippel |